# Maria Theresia van Oostenrijk (1862-1933)

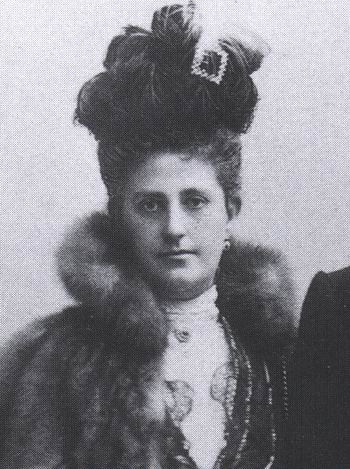
Maria Theresia van Oostenrijk-Toscane

Maria Theresia van Habsburg-Lotharingen (Brandýs nad Labem-Stará Boleslav, 18 september 1862 – Żywiec, 10 mei 1933), aartshertogin van Oostenrijk, prinses van Toscane, was de oudste dochter van aartshertog Karel Salvator van Oostenrijk en prinses Maria Immacolata Clementina van Bourbon-Sicilië. Haar vader was een zoon van Leopold II van Toscane en haar moeder een dochter van Ferdinand II der Beide Siciliën.
Ze trouwde op 28 februari 1886 te Wenen met aartshertog Karel Stefan van Oostenrijk, een zoon van aartshertog Karel Ferdinand van Oostenrijk en aartshertogin Elisabeth Francisca Maria van Oostenrijk. Uit het huwelijk werden zes kinderen geboren:
- Eleonora (1886-1974), gehuwd met Alfons van Kloß
- Renata (1888-1935), gehuwd met prins Hieronymus Radziwiłł
- Karel Albrecht (1888-1951), was generaal-majoor in het Poolse leger
- Mechtildis (1891-1966), gehuwd met prins Olgierd Czartoryski
- Leo Karel (1893-1939)
- Willem (1895-1948)